# 浅草橋 (台東区)
浅草橋（あさくさばし）は、東京都台東区の地名で、現行行政地名は浅草橋一丁目から浅草橋五丁目。住居表示実施済区域。また地区名（浅草橋地区）でもある。旧浅草区に当たる浅草地域内にある。

## 概要
浅草橋地区は台東区の南に位置し、東は隅田川、南は神田川が流れる。江戸時代から交通の要衝で地場産業が発達し、現在でも玩具、人形、文具などの問屋が軒を連ね近年ではビーズなど手工芸用品の店も増え、花柳界の名残で屋形船の船宿も多く残る。浅草橋地区には13の町会があり、毎年5月に「浅草橋紅白マロニエまつり」、夏には「柳ばし盆踊り」「柳北おどり」の2つの盆踊り大会、秋にはハゼ釣り大会、冬には各町会で「もちつき大会」が開催される。
江戸時代には「茅町で鎬を削る節句前」と川柳にも読まれ、『江戸名所図会』でも雛市の様子が描かれるなど「人形の街」として有名であった。
「浅草地域」の一部ではあるが、住居表示上の浅草とは蔵前、寿をはさんで約1.5km離れている。

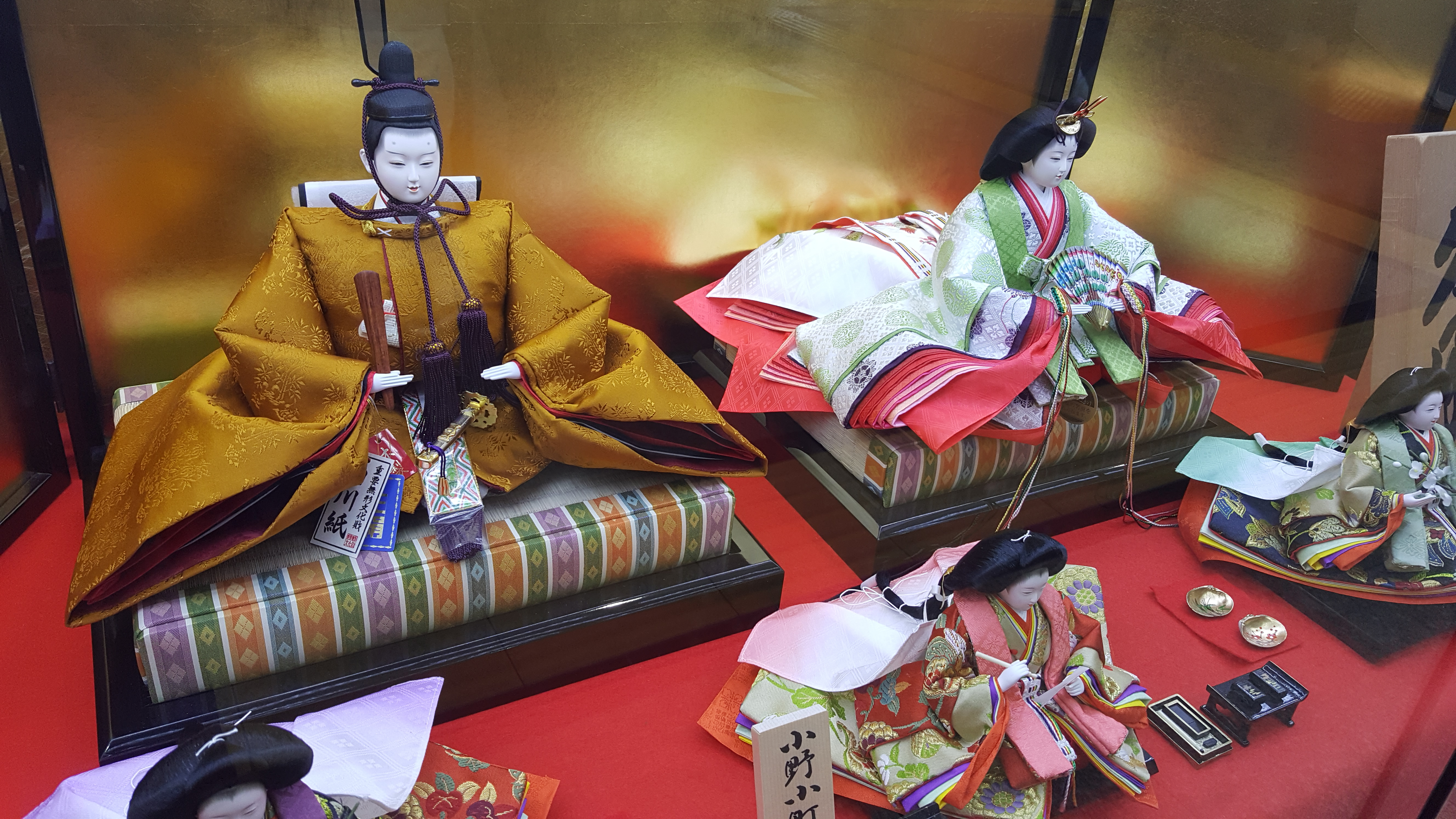
浅草橋の地場産業の人形
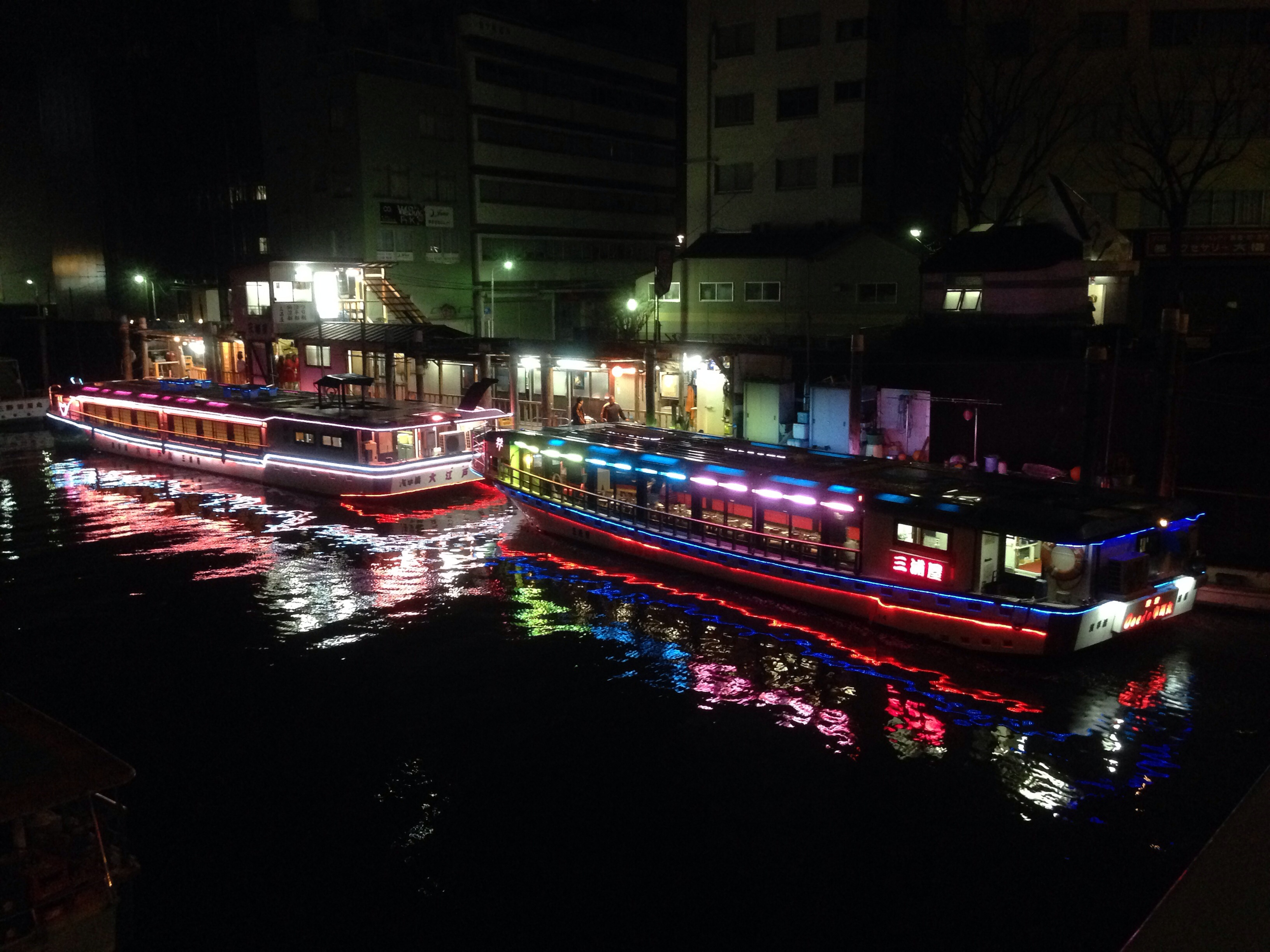
浅草橋の屋形船

## 地理
浅草地域の南部に位置し、千代田区（神田和泉町・神田佐久間町・東神田）・中央区（日本橋馬喰町）との区境に当たる。
河川・橋
- 神田川
  - 左衛門橋
  - 浅草橋
  - 柳橋

## 世帯数と人口
2025年（令和7年）3月1日現在（台東区発表）の世帯数と人口は以下の通りである。
| 丁目         | 世帯数    | 人口    |
| ------------ | --------- | ------- |
| 浅草橋一丁目 | 1,024世帯 | 1,390人 |
| 浅草橋二丁目 | 1,223世帯 | 1,903人 |
| 浅草橋三丁目 | 1,442世帯 | 2,205人 |
| 浅草橋四丁目 | 558世帯   | 835人   |
| 浅草橋五丁目 | 1,595世帯 | 2,411人 |
| 計           | 5,842世帯 | 8,744人 |

### 人口の変遷
国勢調査による人口の推移。
| 年                 | 人口  |
| ------------------ | ----- |
| 1995年（平成7年）  | 4,914 |
| 2000年（平成12年） | 5,003 |
| 2005年（平成17年） | 5,315 |
| 2010年（平成22年） | 6,025 |
| 2015年（平成27年） | 7,441 |
| 2020年（令和2年）  | 7,958 |

### 世帯数の変遷
国勢調査による世帯数の推移。
| 年                 | 世帯数 |
| ------------------ | ------ |
| 1995年（平成7年）  | 1,916  |
| 2000年（平成12年） | 2,191  |
| 2005年（平成17年） | 2,604  |
| 2010年（平成22年） | 3,368  |
| 2015年（平成27年） | 4,460  |
| 2020年（令和2年）  | 4,945  |

## 学区
区立小・中学校に通う場合、学区は以下の通りとなる（2023年9月現在）。
| 丁目         | 番地 | 小学校                 | 中学校             |
| ------------ | ---- | ---------------------- | ------------------ |
| 浅草橋一丁目 | 全域 | 台東区立台東育英小学校 | 台東区立浅草中学校 |
| 浅草橋二丁目 | 全域 | 台東区立台東育英小学校 | 台東区立浅草中学校 |
| 浅草橋三丁目 | 全域 | 台東区立台東育英小学校 | 台東区立浅草中学校 |
| 浅草橋四丁目 | 全域 | 台東区立台東育英小学校 | 台東区立浅草中学校 |
| 浅草橋五丁目 | 全域 | 台東区立台東育英小学校 | 台東区立浅草中学校 |

## 交通
鉄道
- 東日本旅客鉄道 浅草橋駅（ 総武線）浅草橋一丁目
- 都営地下鉄 浅草橋駅（ 浅草線）

道路
- 国道6号（江戸通り）
  - 向島・四ツ木・松戸・柏・我孫子・取手・土浦・石岡・水戸方面

## 事業所
2021年（令和3年）現在の経済センサス調査による事業所数と従業員数は以下の通りである。
| 丁目         | 事業所数    | 従業員数 |
| ------------ | ----------- | -------- |
| 浅草橋一丁目 | 524事業所   | 4,921人  |
| 浅草橋二丁目 | 253事業所   | 1,757人  |
| 浅草橋三丁目 | 300事業所   | 2,684人  |
| 浅草橋四丁目 | 187事業所   | 1,907人  |
| 浅草橋五丁目 | 299事業所   | 6,874人  |
| 計           | 1,563事業所 | 18,143人 |

### 事業者数の変遷
経済センサスによる事業所数の推移。
| 年                 | 事業者数 |
| ------------------ | -------- |
| 2016年（平成28年） | 1,538    |
| 2021年（令和3年）  | 1,563    |

### 従業員数の変遷
経済センサスによる従業員数の推移。
| 年                 | 従業員数 |
| ------------------ | -------- |
| 2016年（平成28年） | 16,939   |
| 2021年（令和3年）  | 18,143   |

### 主な企業
- 井田両国堂
- 井田ラボラトリーズ
- 島津アクセス本社
- シモジマ
- シャンティ
- セザンヌ化粧品（本社）
- ハインツ日本
- 八千代エンジニヤリング
- 全日本文具協会

## 施設
- 浅草見附跡[16]
- 蓬莱園跡（浅草橋5-1-20）[17]
- 銀杏岡八幡神社
- 須賀神社 (台東区)
- 篠塚稲荷神社 - 南北朝時代（1336～1392）に新田義貞の家臣であった篠塚重広が祈願していた稲荷[18]

## その他

### 日本郵便
- 郵便番号 : 111-0053[3]（集配局 : 浅草郵便局[19]）。